# Безнадійна заборгованість
Безнаді́йна заборго́ваність — заборгованість, яка відповідає будь-якій з наведених нижче ознак:
- заборгованість із зобов'язань, за якою минув строк позовної давності;
- заборгованість, яка виявилася непогашеною внаслідок недостатності майна фізичної чи юридичної особи, оголошеної банкрутом у встановленому законодавством порядку, або юридичної особи, що ліквідується;
- заборгованість, яка виявилася непогашеною внаслідок недостатності коштів, одержаних від продажу на відкритих аукціонах (публічних торгах) майна позичальника, переданого у заставу як забезпечення зазначеної заборгованості, за умови, що інші юридичні дії кредитора щодо примусового стягнення іншого майна позичальника не привели до повного покриття заборгованості;
- заборгованість, стягнення якої стало неможливим у зв'язку з дією обставин непереборної сили, стихійного лиха (форс-мажору), підтверджених у порядку, передбаченому законодавством;
- прострочена заборгованість померлих фізичних осіб, а також визнаних у судовому порядку безвісно відсутніми, померлими або недієздатними, а також прострочена заборгованість фізичних осіб, засуджених до позбавлення волі.